# Pin-Ups 2
Pin-Ups 2 ist ein US-amerikanischer Pornofilm des Regisseurs Andrew Blake aus dem Jahr 1999 mit dem international bekannten Covergirl, Aktmodel und Schauspielerin Dita Von Teese, die auch auf dem Cover des Films abgebildet ist.

## Handlung
Der Star des Films ist Dita Von Teese, die jedoch nur in Szenen, in denen es zu sexuellen Handlungen zwischen Frauen kommt, zu sehen ist. Der Film reiht sowohl Hard- als auch Softcorepornoszenen mit unterschiedlichen Fetisch-Elementen aneinander und ist dem Genre des Lesben-Pornos zuzuordnen.

## Wissenswertes
- Im April 2008 berichteten die  BILD und die britische Zeitung The Sun über Dita von Teeses pornographische Vergangenheit und ihre Mitwirkung in Pin-Ups 2 als Skandal sowie angebliche Enthüllung, obwohl dies bereits seit Jahren bekannt war. Dadurch wurde der Film auch einer breiten Öffentlichkeit bekannt.
- Der Film war im Jahr 2001 für vier AVN Awards nominiert: Best All-Sex Film, Best Art Direction-Film, Best Cinematography (Andrew Blake), Best Editing-Film (Andrew Blake).
- Der Regisseur drehte 1999 die erste Folge Pin-Ups, u. a. mit Dahlia Grey und Katja Kean.